# Карпівка (Миколаївська міська громада)
Ка́рпівка — село Миколаївської міської громади Краматорського району Донецької області, Україна. Населення становить 368 осіб.

## Географія
Село Карпівка знаходиться за 1 км від траси Київ — Харків — Довжанський, у р-ні комплексу «Слов'янська БЗС».
Селом протікає річка Бесарабівка.

## Постаті
Під час обстрілів з мінометів терористами із житлових масивів Семенівки українських позицій під Слов'янськом біля села Карпівка — блокпосту на перетині доріг на Слов'янськ та Лиман — загинули
- Боднар Петро Степанович — солдат Збройних сил України, 95-а бригада, 28 червня 2014-го під час обстрілів бойовиками позицій українських сил біля села Карпівка
- молодший сержант Ординський Леонід Іванович

## Економіка
80 % території села — садівничі товариства і дачні будиночки.

## Населення

### Мова
Розподіл населення за рідною мовою за даними перепису 2001 року:
| Мова       | Кількість | Відсоток |
| ---------- | --------- | -------- |
| українська | 323       | 87.77%   |
| російська  | 45        | 12.23%   |
| Усього     | 368       | 100%     |

## Об'єкти соціальної сфери
- Магазин.

## Пам'ятки
- Пам'ятник воїнам, загиблим в нацистсько-радянську війну.